# آونگ فوکو

حرکت آونگ فوکو در این تصویر متحرک بصورتی اغراق‌آمیز نمایش داده شده‌است.

آونگ فوکو نام نوعی آونگ نمایشی است که به منظور نشان دادن چرخش کره زمین بکار می‌رود. این آونگ به خاطر نشان دادن حرکت وضعی زمین مورد توجه قرار گرفت.
این آونگ برای اولین بار توسط لئون فوکو در ۱۸۵۱ آزمایش شد. برای اولین بار این آونگ از گنبد مرکزی پانتئون در شهر پاریس آویزان شد و مورد آزمایش قرار گرفت. او یک پاندول آهنی ۳۰ کیلوگرمی را از گنبد پانتئون آویزان کرد. فوکو به گوی، یک سوزن گرامافون وصل کرده بود و روی زمین (زیرِگوی) حلقه‌ای از شن‌های مرطوب قرار داد، در مقابل حیرت همه نشان داد، با وجودی که حرکت پاندول به جلو و عقب هدایت شده بود، برخلاف قانون اول نیوتن (اینرسی) پاندول حرکتی دوار انجام داد. در واقع کفِ پانتئون در حال گردش بود یا به عبارت بهتر زمین در حال چرخیدن حول محور خود بود. وی در ادامه، ساختمان قطب‌نما را تکمیل کرد. با این ابتکار، جهت‌یابی قطب‌نما با تغییر جهت کشتی در دریا تغییر نمی‌کند و از میدان‌های مغناطیسی تأثیر نمی‌پذیرد.

## نمونه‌ها در ایران
نمونه این آونگ به طول ۱۵ متر در دانشکده فیزیک دانشگاه صنعتی شریف تهران ساخته شده‌است.
وزارت معارف و اوقاف به مدت دوماه و در ماه‌های تیر و مرداد ۱۳۱۳ نسبت به نصب آونگ یاد شده در مقصوره مدرسه عالی سپهسالار اقدام نموده بود و طی یک آگهی که در مجله ایران باستان در تاریخ دوم تیرماه ۱۳۱۳ چاپ شده بود از محصلین و علاقه مندان دعوت کرده بود که برای تماشا و یادگیری آن به این مدرسه مراجعه کنند.